# Eleccions provincials de Nova Caledònia de 1999
Les eleccions provincials de Nova Caledònia de 1999 van tenir lloc el 9 de maig de 1999 per a renovar el Congrés de Nova Caledònia i les assemblees provincials del Nord, Sud i les Illes Loyauté, un any després de la firma dels Acord de Nouméa. La votació es caracteritzà per la divisió tant el camp independentista, on el FLNKS es presentà dividit.

## Organització de l'escrutini
Les eleccions són per sufragi universal i el cos electoral són tots aquells que portin residint 10 anys a les Illes a la data de l'escrutini. Aleshores hi havia 108.422 inscrits a aquesta llista electoral especials, d'ells 66.372 al Sud, 26.192 al Nord i 15.921 a les illes Loyauté. La votació, a una sola volta, hi participen llistes proporcionals plurinominals amb la norma de la més votada a cada província, amb un llindar del 5% per a obtenir almenys un escó a les Assemblees Provincials. Després, en proporció als vots obtinguts, són escollits per al Congrés un cert nombre d'electes de cada llista en proporció als vots.
El nombre d'escons és el següent:
- Assemblea de la Província del Sud: 40, incloent-ne 32 que seuen al Congrés.
- Assemblea de la Província del Nord: 22, incloent 15 al Congrés.
- Assemblea de les illes Loyauté: 14, inclosos 7 al Congrés.

## Resultats
|  | Partit                | Vots   | %     | Escons al Congrés | Canvi des de 1995 |
|  | --------------------- | ------ | ----- | ----------------- | ----------------- |
|  | RPCR                  | 30.774 | 38,8  | 24                | +2                |
|  | FLNKS-UC              | 13.824 | 17,43 | 12                | =                 |
|  | UNI-FLNKS             | 4.831  | 6,09  | 5                 | =                 |
|  | FCCI                  | 7.515  | 9,48  | 4                 | +4                |
|  | Front Nacional        | 5.374  | 6,78  | 4                 | +2                |
|  | Aliança per Caledònia | 4.830  | 6,09  | 3                 | +3                |
|  | LKS                   | 2.046  | 1,68  | 1                 | =                 |
|  | Palika                | 1.335  | 1,68  | 1                 | +1                |
|  | Altres                | 8.789  | 11,08 | 0                 | 0                 |
|  | Total                 | 79.321 | 100   | 54                |                   |
|  | Anti-independentistes | 49.770 | 62,75 | 31                | -4                |
|  | independentistes      | 29.551 | 37,25 | 23                | +4                |

### Província del Sud
|  | Partit                | Vots   | %     | Escons à l'Assemblea provincial | Canvi des de 1995 | Escons al Congrés | Canvi des de 1995 |
|  | --------------------- | ------ | ----- | ------------------------------- | ----------------- | ----------------- | ----------------- |
|  | RPCR                  | 25.324 | 51,06 | 25                              |                   | 20                | +2                |
|  | FLNKS                 | 6.151  | 12,40 | 6                               |                   | 5                 | +2                |
|  | Front Nacional        | 5.374  | 10,83 | 5                               |                   | 4                 | +2                |
|  | Aliança per Caledònia | 4.830  | 9,73  | 4                               |                   | 3                 | +3                |
|  | Un chemin pour la vie | 2.852  | 5,75  | 0                               | 0                 | 0                 |                   |
|  | Renouveau             | 2.446  | 4,93  | 0                               | 0                 | 0                 | 0                 |
|  | Calédonie autrement   | 1.912  | 3,85  | 0                               | 0                 | 0                 | 0                 |
|  | Citoyens ensemble     | 706    | 1,42  | 0                               | 0                 | 0                 | 0                 |
|  | Total                 | 49.595 | 100   | 40                              |                   | 32                |                   |
|  | Anti-independentistes | 43.444 | 87,60 | 34                              |                   | 27                | +30               |
|  | independentistes      | 6.151  | 12,40 | 6                               |                   | 5                 | +2                |

### Província del Nord
|  | Partit                 | Vots   | %     | Escons a l'Assemblea provincial | Canvi des de 1995 | Escons al Congrés | Canvi des de 1995 |
|  | ---------------------- | ------ | ----- | ------------------------------- | ----------------- | ----------------- | ----------------- |
|  | UNI-FLNKS              | 4.831  | 27,95 | 8                               |                   | 5                 | =                 |
|  | FLNKS-Unió Caledoniana | 3.893  | 22,52 | 6                               |                   | 4                 | -2                |
|  | RPCR                   | 3.080  | 17,82 | 4                               |                   | 3                 | +1                |
|  | FCCI                   | 2.673  | 15,46 | 4                               |                   | 3                 | +3                |
|  | DECA                   | 1.141  | 6,60  | 0                               |                   | 0                 | -2                |
|  | FLNKS-UPM              | 954    | 5,51  | 0                               | 0                 | 0                 | 0                 |
|  | LKS Nord               | 478    | 2,76  | 0                               | 0                 | 0                 | 0                 |
|  | Total                  | 17.283 | 100   | 22                              |                   | 15                |                   |
|  | independentistes       | 12.829 | 71,10 | 18                              | 0                 | 12                | +1                |
|  | Anti-independentistes  | 4 454  | 25,77 | 4                               | 0                 | 3                 | -1                |

### Illes Loyauté
|  | Partit                           | Vots   | %     | Escons a l'Assemblea provincial | Canvi des de 1995 | Escons al Congrés | Canvi des de 1995 |
|  | -------------------------------- | ------ | ----- | ------------------------------- | ----------------- | ----------------- | ----------------- |
|  | FLNKS                            | 3.780  | 30,37 | 6                               |                   | 3                 | =                 |
|  | RPCR                             | 2.370  | 19,04 | 2                               |                   | 1                 | -1                |
|  | UNI Iaii Drehu Toka Nengone      | 1.385  | 11,13 | 2                               |                   | 1                 | +1                |
|  | LKS-Construire ensemble l'avenir | 2.046  | 16,44 | 2                               |                   | 1                 | =                 |
|  | FCCI                             | 1.993  | 16,01 | 2                               |                   | 1                 | +1                |
|  | Independència i Progrés          | 514    | 4,13  | 0                               | 0                 | 0                 | 0                 |
|  | FULK                             | 405    | 3,25  | 0                               | 0                 | 0                 | 0                 |
|  | Total                            | 12.443 | 100   | 14                              |                   | 7                 |                   |
|  | independentistes                 | 10.073 | 80,95 | 12                              | 0                 | 6                 | +1                |
|  | Anti-independentistes            | 2.370  | 19,04 | 2                               | 0                 | 1                 | -1                |